# Heterodontus portusjacksoni
Pour les articles homonymes, voir Requin dormeur.
Requin dormeur de Port-Jackson, Requin dormeur taureau
Espèce
Statut de conservation UICN

 LC  : Préoccupation mineure
Heterodontus portusjacksoni, communément appelé le Requin de Port-Jackson ou le Requin dormeur taureau, est une espèce de requins de la famille des Heterodontidae.
C'est l'un des requins dormeurs les mieux connus. Il vit dans le Pacifique sud-ouest : c'est une espèce endémique aux eaux continentales tempérées et subtropicales de l'Australie. De plus l'espèce est migratoire, dite océanodrome. Retrouvé entre la surface et 275 m de profondeur, ce requin est un chasseur nocturne, principalement d'invertébrés et de petits poissons osseux. Il peut atteindre 1,65 mètre de long et est facilement reconnaissable par ses bandes noires en forme de harnais. On le retrouve souvent en groupe, surtout pendant la saison de reproduction, durant l'hiver austral. Très populaire dans les aquariums à travers le monde, c'est un requin calme et docile qui n'aura de comportement agressif que très rarement, s'il n'est pas dérangé.

## Description
Le Requin dormeur de Port-Jackson est la plus grande espèce du genre Heterodontus. La taille des mâles adultes est d'au moins 105 cm tandis que les femelles mesurent au moins 123 cm, elles font en moyenne 25 cm de plus que ces derniers. Les plus grands individus peuvent atteindre 165 cm mais ils sont rares au-delà de 137 cm.  

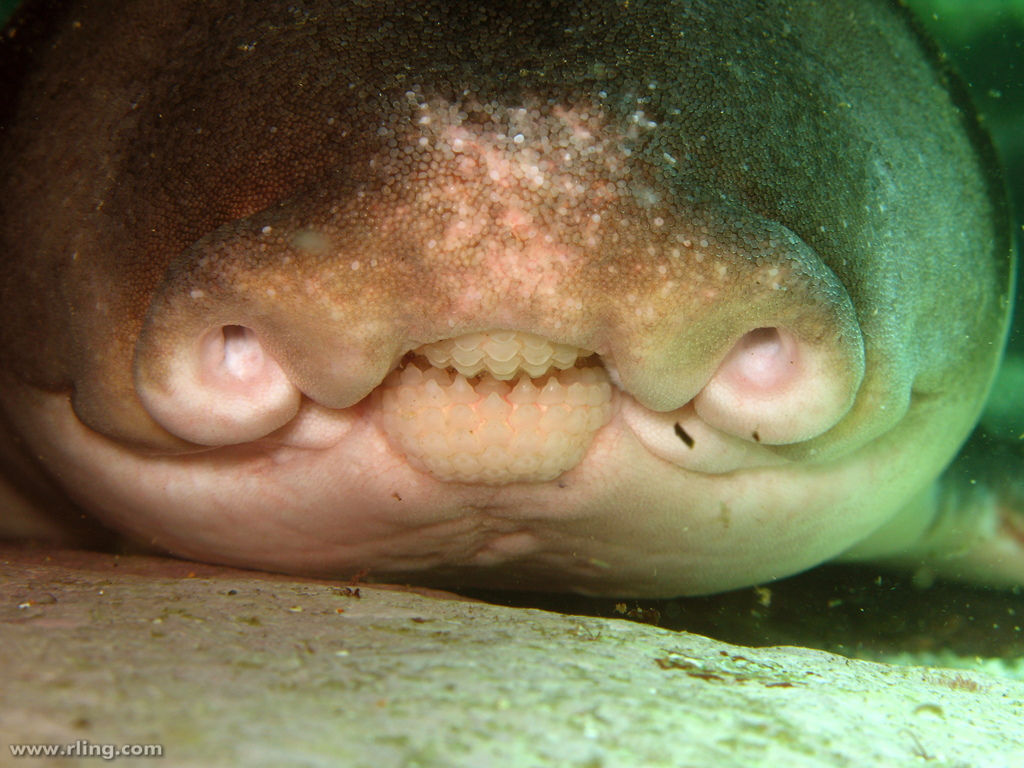
Heterodontus portusjacksoni de face. Ses narines sont reliées à sa petite bouche.

Sa silhouette est caractéristique, à l'instar des autres Hétérodontidés. Sur sa large tête, il possède des crêtes supraorbitales plutôt basses, qui se terminent graduellement postérieurement. L'espace inter-orbital est peu profond ; la distance entre les crêtes est d'un peu moins que la moitié de la longueur oculaire. Un spiracle se trouve juste derrière chaque œil. Ses narines sont entourées de longs morceaux de peau formant un canal antéro-postérieur. Elles sont reliées à la petite bouche, presque terminale. Chez l'adulte, les petites dents antérieures, de maintien, contiennent une cuspide mais pas de petites protubérances « cuspidiennes » comme chez d'autres requins dormeurs. Les dents postérieures, quant à elles, sont molariformes : non carénées, larges et arrondies. La mâchoire est bien plus allongée et large que chez les jeunes. Il y aurait plus de dents antérieures chez le mâle, probablement dans un but reproductif. Les denticules latéraux sont gros et durs.
Chacune de ses deux nageoires dorsales est associée à une épine antérieure, non venimeuse. La première épine est dirigée de manière oblique et postéro-dorsale chez l'adulte comme chez le juvénile. En général, les épines sont très pointues chez les jeunes mais s'adoucissent avec l'age. L'origine de la première nageoire dorsale est située un peu après la moitié de l'insertion des nageoires pectorales et est légèrement éloignée de la cinquième fente branchiale. La fin de cette nageoire arrive presque à la hauteur des nageoires pelviennes. Modérément haute, sa hauteur atteint 12 % à 16 % de la longueur totale et la longueur entre celle-ci et le rostre est estimée comme étant 21 % à 24 % de la longueur totale. Sa forme est angulaire et arrondie voire légèrement falciforme. Presque aussi grande et d'une forme semblable, la deuxième nageoire dorsale débute juste derrière les nageoires pelviennes. La nageoire anale est subangulaire, arrondie ou faiblement falciforme, son apex est très loin de la nageoire caudale. La distance entre ces deux dernières nageoires correspond à 13 % de la longueur totale.
La robe dorsale varie entre le gris et le beige, tirant sur le blanc. Ce requin se distingue des autres requins dormeurs par ses lignes noires en forme de harnais. Une tache noire aux bords effacés est présente sur son museau. Sa tête possède une fine ligne noire inter-orbitaire et une bande sombre s’élargissant ventralement en dessous des yeux avant de s’effacer, ce qui donne un ruban noir s’étalant de flanc à flanc sur l’axe des yeux. Les jeunes possèdent le même motif que les adultes.

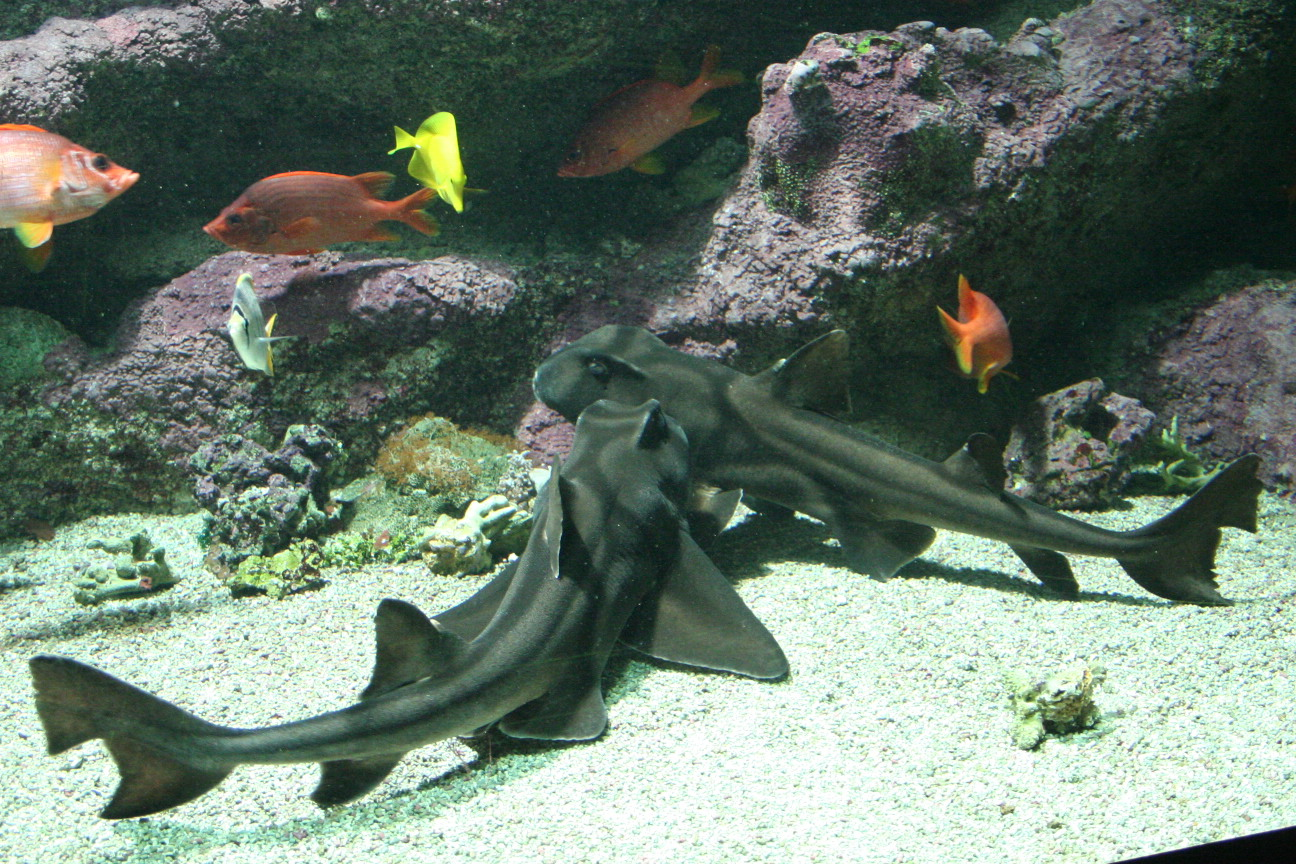
Les bandes noires formant le "harnais" sont bien distinctes sur ces deux requins dormeurs de Port-Jackson

## Biologie

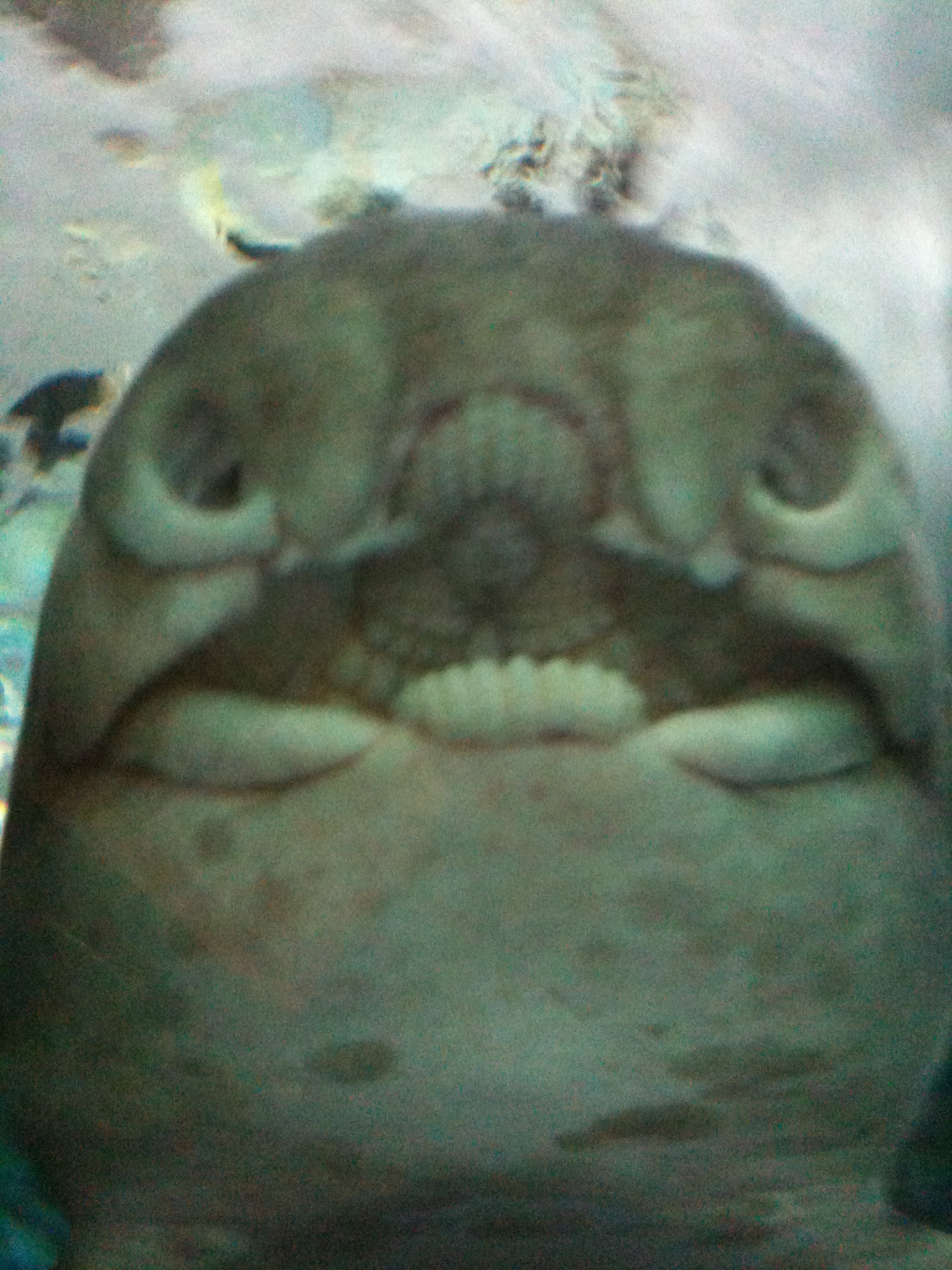
Les mâchoires puissantes et les dents dHeterodontus portusjacksoni brisent aisément les coquilles et les carapaces de ses proies.

### Alimentation
Heterodontus portusjacksoni a un régime varié :
- invertébrés benthiques (Oursins, étoiles de mer, polychètes, gastéropodes, crevettes, balanes, etc.) ;
- céphalopodes divers ;
- petits téléostéens.

Parfois, d’autres restes organiques provenant de l'activité humaine costale sont retrouvés dans leur estomac (pommes de terre, pelures d’orange, épluchures…). Les jeunes ont des dents plus petites et plus pointues, et mangent des proies plus molles que les adultes. Les juvéniles se nourriraient plutôt d'épifaune et d'endofaune benthique, principalement des crustacés de la famille des Diogenidae, tandis que les individus matures auraient un régime constitué majoritairement de céphalopodes et d'autres mollusques, ainsi que de petits poissons osseux. Les proies sont broyées par les mâchoires puissantes et les dents molariformes avant d’arriver dans l’estomac. Les parties dures (morceaux de coquille, de carapace, d'os…) sont régurgitées.
Chassant la nuit, le museau proche du fond, ils repèrent leurs proies grâce à leur sens olfactif, leur ligne latérale et leurs ampoules de Lorenzini (électro-sens). Dès le stade juvénile, ils sont capables de déterrer leurs proies du sol en pompant l'eau et le sable qui seront rejetés à travers les branchies.

### Respiration
Heterodontus portusjacksoni possède cinq paire de branchies, la première paire contient une seule rangée de filaments branchiaux tandis que les quatre restantes en contiennent deux. Il respire en pompant l’eau dans sa première fente branchiale, élargie, et en la rejetant par les quatre autres. Cette morphologie, associée à sa physiologie, l'autorise à ne pas devoir nager en permanence, comme d'autres espèces de requins. En outre, cela lui permettrait de ne pas devoir ouvrir la bouche pour laisser l'eau y pénétrer. Cela empêche la nourriture de passer par les fentes branchiales pendant la mastication.

### Cycle de vie
Le Requin dormeur de Port-Jackson est un ovipare saisonnier. Entre aout et octobre, parfois juillet et novembre, les femelles pondent une paire d'œufs tous les 10 à 14 jours pour donner 10 à 12 œufs au total (jusqu'à 16). Elles les déposent dans des crevasses de récifs protégées et peu profondes, en général entre 1 et 5 m mais parfois jusque 20 ou 30 m de profondeur. La partie pointue de l’œuf est dirigée vers l’intérieur de la crevasse, suggérant que les femelles saisissent leurs œufs par la partie plus large. Les Heterodontidae seraient la seule famille de requins à apporter des soins parentaux à leur progéniture. D'après Powter et Gladstone, 2008, l’œuf ne serait pas déposé directement à l’intérieur de la crevasse par la femelle mais plutôt déposé au sommet de la crevasse, le mouvement de l’eau le pousserait dedans. Occasionnellement, les femelles déposent leurs œufs sur le sable, en dessous de pipelines sous-marins ou sous une pile de déchets non organiques (canettes, boites de conserves, etc.). Durant plusieurs années, les femelles retournent collectivement sur le même site, ce qui pourrait s'apparenter à leur "nid". En captivité, les femelles pondent une paire d’œufs tous les 8 à 17 jours. L'œuf est en forme de cône avec, extérieurement, un rebord d'environ 5 à 6 spirales par rapport à l'axe de l'œuf. Ce rebord, parcourant l’œuf, a comme utilité de coincer efficacement ce dernier entre les rochers ou crevasses. Les œufs mesurent 13  à   17 cm de long pour 5 à 7 cm de large pour la partie la plus large. Ils éclosent après 9 à 12 mois. Des adultes auraient été observés en train de manger leurs propres œufs.

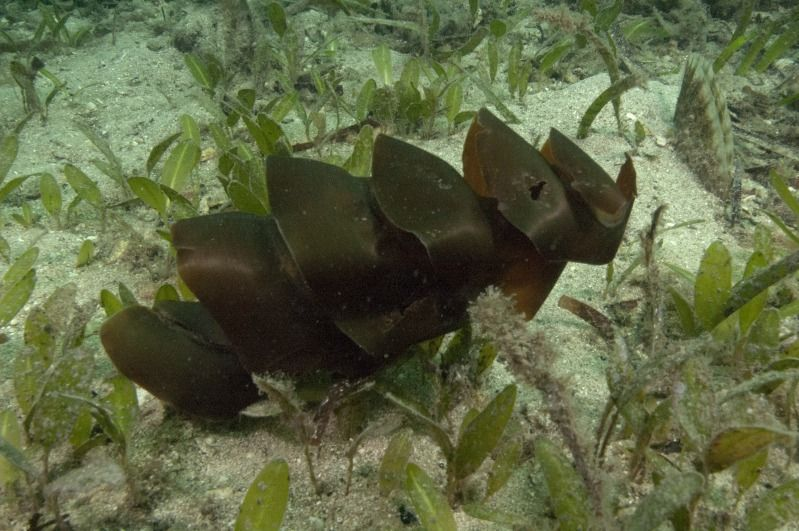
L'œuf à la forme bien particulière dHeterodontus portusjacksoni

À la sortie de l'œuf, les nouveau-nés mesurent entre 23 et 24 cm. Ils se dirigent ensuite vers des zones de nurserie dans les baies et les estuaires, et y restent jusque l'âge de deux ans. Ces nurseries se situent, en général, dans les herbiers marins. Dès l'été, certains juvéniles pourraient déjà se diriger vers des eaux plus profondes. Ils restent en groupes mixtes équilibrés, séparés par un ordre de taille. Au début de la maturité sexuelle, les jeunes adultes se dirigent vers les eaux plus profondes et se séparent en fonction de leur sexe. Au bout de quelques années passées aux frontières du plateau continental, ces groupes rejoignent les populations adultes. En moyenne, l’âge de maturité est atteint entre 8 et 10 ans pour les mâles et 11 à 14 ans pour les femelles. Les mâles sont pubères entre 50 et 80 cm, matures entre 70 et 80 cm. Les femelles sont pubères entre 65 et 84 cm, matures entre 65 et 84 cm. Les jeunes grandissent de 5 à 6 cm par an et les adultes de 2 à 4 cm. Toutefois, toutes ces dernières données proviennent d’individus captifs.
À l'instar du site de ponte, le site de reproduction est choisi méticuleusement par les adultes et conservé pendant plusieurs années, au moins 4 ans. La saison de reproduction commence véritablement en juillet avec le retour des requins, sans différence sexuelle marquée, sur leur site favori. Certains adultes reviennent déjà en mars et avril. Dans la région de Sydney, fin juillet et en août, les femelles matures sont accompagnées par quelques mâles jusqu’aux récifs costaux. Il n’y aurait pas de parade nuptiale mais seulement des phéromones impliquées dans la reproduction. Les mâles mordraient les nageoires pectorales des femelles avec leur bouche afin d'enrouler leur corps autour de cette dernière et y insérer leur ptérygopode. La reproduction se déroulant dans des cavernes, il est compliqué d'obtenir beaucoup plus d'informations sur ce comportement in natura.
C'est une espèce océanodrome. Les adultes mâles retournent dans les eaux profondes à la fin de la saison de reproduction, en octobre, suivis par les femelles entre la fin du mois de septembre et novembre. Certains restent dans les environs mais d’autres migreraient jusqu’à 850 km de leur zone d'accouplement.

### Comportement social
Heterodontus portusjacksoni est parfois solitaire, mais plus souvent en petits à larges groupes. Ce requin est social mais son comportement sociobiologique est peu connu. Les abondances relatives sur les sites de repos de la Nouvelle-Galles du Sud seraient proportionnelles à l'afflux d’adultes pour la reproduction et inversement proportionnelles aux variations saisonnières de températures. Les interactions sociales sur ces sites de repos y seraient importantes et les requins seraient capables de parcourir de longues distances pour revenir sur leur site favori de repos et/ou de reproduction. Cela suggère que ces requins ont une mémoire spatiale très développée. En dehors de la saison de reproduction, les femelles se regroupent dans des gouttières pour éviter la rencontre avec les mâles. Les adultes peuvent rester inactifs pendant 27 h. Dans les nurseries, les jeunes se placent sur les pentes légères pour éviter les courants trop puissants.

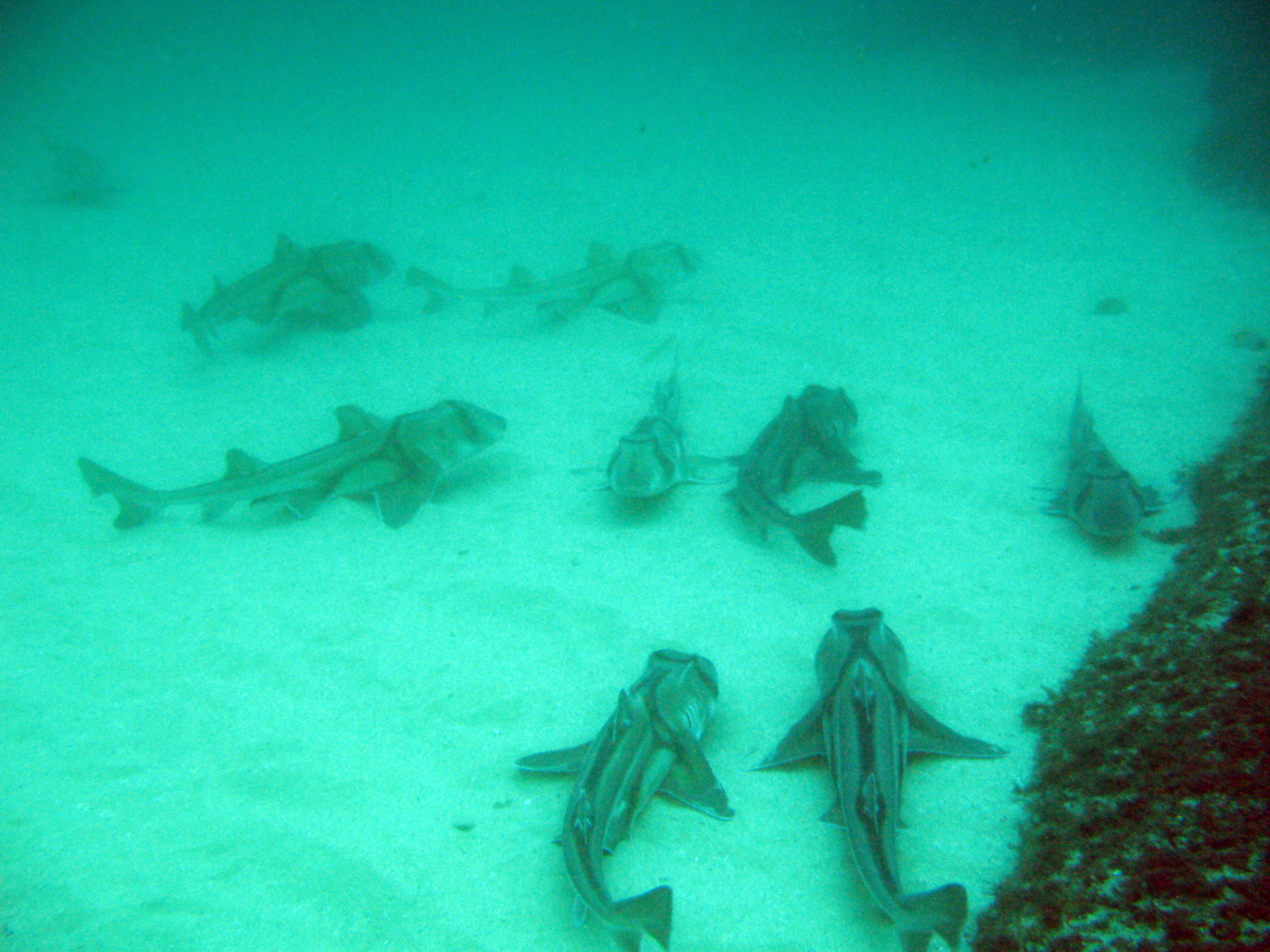
Groupe de requins dormeurs de Port-Jackson se reposant sur le fond marin.

### Prédateurs
En plus d'être parfois dévorés par des requins dormeurs de Port-Jackson mâles, les œufs d’Heterodontus portusjacksoni sont consommés par de nombreux animaux marins. Parmi ceux-ci, le Requin dormeur à crête (Heterodontus galeatus), le labre Achoerodus viridis et la raie Dasyatis thetidis en dégustent régulièrement, bien que l'enveloppe soit coriace. Le gastéropode perceur Astralium tentoriformis est parfois trouvé sur les œufs. Aussi, la mortalité des œufs est située entre 78 % et 90 %, et celle-ci est constituée de 99,2 % de prédation.
Les jeunes dans les nurseries sont chassés par des gros téléostéens et des requins benthiques. Les adultes ont peu de prédateurs grâce à leurs habitudes sédentaires, leur habitat cryptique, leur activité nocturne, leur camouflage et leurs épines. Au repos, ils sont parfois attaqués par des petits isopodes. Toutefois, les super-prédateurs tels que le Grand requin blanc Carcharodon carcharias, le Requin Plat-Nez Notorynchus cepedianus et les gros lions de mers (Otariinae) en font sûrement une proie de temps à autre. On estime la mortalité des adultes de 6 à 7 % et la mortalité juvénile à 22,5 % par an.

### Parasites
Comme les autres espèces marines, ce requin est notamment parasité par des cestodes, des trématodes, des nématodes, des larves d’isopodes, des copépodes, des puces de poissons et des sangsues. Une maladie répandue chez les poissons, la scuticociliatosis, ne l'épargne pas. Elle est causée par un protozoaire cilié histophage de la sous-classe des Scuticociliatida. Le parasite attaque notamment le foie, le système nerveux, la peau et les branchies.

## Distribution et habitat
Heterodontus portusjacksoni, espèce endémique, est retrouvé dans le Pacifique sud-ouest, dans les eaux continentales tempérées et subtropicales de l'Australie ; autour de la Nouvelle-Galles du Sud, de l'État de Victoria, de la Tasmanie, sur la côte sud et la côte ouest de l'Australie (27°S - 44°S, 112°E - 154°E). Il y aurait des occurrences sur la côte tropicale nord de l'ouest australien, le sud du Queensland et en Nouvelle-Zélande. Cette dernière observation est peu probable, il s'agit sans doute d'une erreur d'identification.

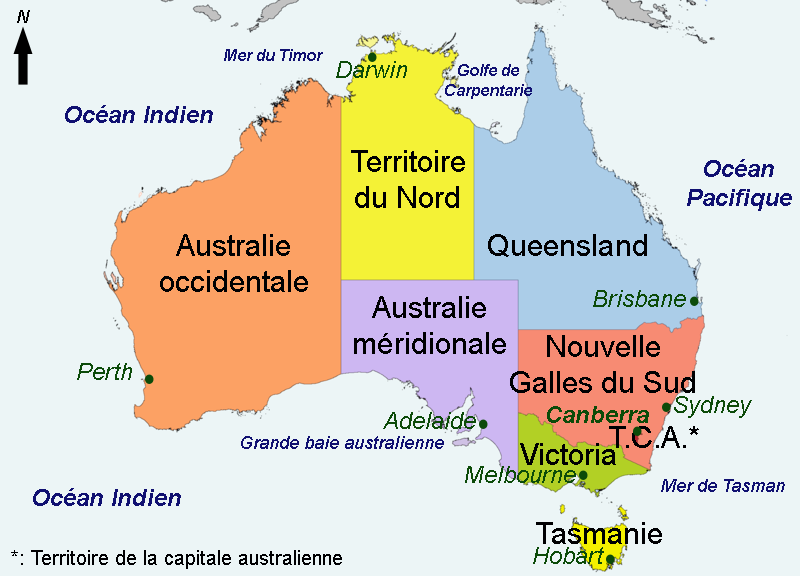
Heterodontus portusjacksoni est endémique à l'Australie.

C'est un requin commun du littoral. Il vit sur le fond des plateaux continentaux australien des côtes, dans la zone intertidale à moins de 275 m de profondeur. On le trouve majoritairement à environ 100 m de profondeur. Le jour, à l'abri du courant, il reste dans des ravins de zones rocheuses pauvres ou de zones boueuses remplies de kelp, ou dans des caves au sol sableux. Les requins choisissent avec beaucoup d’attention leur zone de repos : plusieurs individus (jusque 16) vont se reposer sur le même site et en bouder d’autres.

## Taxonomie
Le nom de l'espèce vient du Port Jackson, grand port naturel de Sydney.
Bien que son nom Heterodontus portusjacksoni (Meyer, 1793) soit actuellement accepté par la communauté scientifique, le Requin dormeur de Port-Jackson a possédé d'autres noms binomiaux.
Parmi ces autres noms :
- Squalus portus jacksoni par Meyer en 1793 en Nouvelle-Galles du Sud, Australie.
- Squalus jacksoni par Suckow en 1799 au Port Jackson, Australie.
- Squalus philippi par Bloch et Schneider en 1801 au Port Jackson, Australie.
- Squalus philippinus par Shaw en 1804 au Port Jackson, Australie.
- Squalus jacksonii par Turton en 1806. Possiblement juste une orthographe différente de celle de Suckow.
- Cestracion philippi par Lesson en 1830 au Port Jackson, Australie. Proposé comme nouveau nom.
- Cestracion heterodontus par Sherrard en 1896 à Hobson's Bay, Victoria, Australie. Cette variante pourrait être une erreur de retranscription.
- Heterodontus bonae-spei par Ogilby en 1908 à Table Bay, Afrique du Sud. C'était sans doute un Heterodontus portusjacksoni dont la localisation était erronée.

En Australie, ce requin est parfois nommé Oyster Crusher ou Tabbigaw.

## Phylogénie et évolution
L'ancêtre de l'espèce aurait émigré des côtes sud-africaines pour atteindre l'Australie.
Il y aurait au moins deux populations de requins dormeurs de Port-Jackson, révélées grâce à des analyses sanguines. Une population serait située de l’Ouest australien jusqu’au nord-est de l’État de Victoria tandis que l’autre viendrait du côté de la Nouvelle-Galles du Sud. Hypothétiquement, cette dernière pourrait être divisée en une troisième population du Sud du Queensland. Cela serait notamment prouvé par le choix distinct de zones de reproduction. De plus, il y aurait une différence du point de vue de la taille : ceux de l’Ouest seraient plus petits et plus massifs pour une même taille, et leur maturité serait atteinte à une taille relativement moindre.

## Relations avec l'Homme

### Attaques sur l'Homme
Ce n'est pas un requin dangereux. Souvent au repos, il est régulièrement observé par les plongeurs. Il peut malgré tout mordre douloureusement s'il est provoqué.

### Pêche
Intérêt minime de l'espèce pour la pêche : leur chair et leurs nageoires sont considérées comme étant de mauvaise qualité. Le plus souvent, c'est une prise accessoire ou une prise de sport. Elle se retrouve parfois coincée dans des filets anti-requins.

### Sauvegarde
L'espèce n'est pas considérée comme étant en danger pour le moment. La population aurait chuté fin du XXe siècle jusqu'en 2001 mais, depuis, les tendances ne descendent plus et elle semble stable. Néanmoins, il est difficile d'avoir une estimation précise car ce requin n'est pas le plus aisé à pêcher pour un échantillonnage permettant d'estimer sa densité et son abondance. En outre, il a une fécondité faible et une maturité tardive. La protection croissante de son habitat pourrait expliquer cette stabilité même si les potentielles destructions d’habitat ou de réserve de poissons ne sont pas estimées comme étant significatives sur la population. De plus, elle est particulièrement résistante au stress après une remise à l'eau ; aucune mortalité n'a été constatée. Facilement observable, elle n'est pourtant pas une espèce liée à l'éco-tourisme. C'est un gros poisson apprécié des aquariums publics à travers le monde pour ses belles couleurs et sa résilience. Heureusement, on est actuellement capable de mener une reproduction à terme en captivité pour ne pas pêcher de nouveaux individus. C'est d'autant plus important qu'on estime à 22,5 ans une génération de requins dormeurs de Port-Jackson et à seulement 6,9 % par an l'augmentation de la population.